# Palais des verres Paul Biya
Le Palais des verres Paul Biya est un centre de congrès situé dans la ville de Yaoundé au Cameroun. Il est le fruit de la coopération entre la Chine et le Cameroun.

## Description
Le Palais des Verres Paul Biya, palais de l'Assemblée Nationale de Yaoundé, bâti sur une surface totale d'environ 37.000 m2, comporte de nombreuses salles et équipements. 

## Architecture
L'architecture du palais, construite par la coopération chinoise, a une vue panoramique sur la ville de Yaoundé.

### Inauguration
Les travaux ont commencé en novembre 2019. Il est inauguré le 30 novembre 2024.